# Харьковцы (Гадячский район)
Харьковцы (укр. Харківці) — село,
Харьковецкий сельский совет,
Гадячский район,
Полтавская область,
Украина.
Код КОАТУУ — 5320488201. Население по переписи 2001 года составляло 760 человек.
Является административным центром Харьковецкого сельского совета, в который, кроме того, входят сёла
Бутовическое,
Кияшковское и
Круглик.

## Географическое положение
Село Харьковцы находится в 4-х км от правого берега реки Псёл и в 3,5 км от села Сары.

## История
- 1680 — дата основания.
- 2016 — вандализация и снос памятника Чапаеву

## Экономика
- Выращивание батата.

## Объекты социальной сферы
- Детский сад.
- Школа І—ІІ ст.

## Религия
- Церковь Рождества Богородицы (1889 год).